# Селянин, Сергей Валентинович
Серге́й Валенти́нович Селя́нин (20 сентября 1966, Новосибирск — 8 октября 2018) — советский, российский хоккеист.

## Карьера
Воспитанник новосибирского хоккея. В чемпионате СССР провёл 258 игр в высшей лиге, набрав 18+30 очков. В первой лиге провёл 96 игр, набрав 9+16 очков. Принимал участие в Суперсериях 1989, 1990 и 1991 годов.
В чемпионате России провёл 117 игр, набрав 3+22 очка.
В клубе ИХЛ «Русские Пингвины» провёл 9 игр.
Чемпион Европы среди юниоров 1984 года. Чемпион мира среди молодёжи 1986 года.
В составе сборной СССР выступал на Кубке Японии 1989 года и Играх Доброй воли.
В составе сборной России выступал на Кубке Германии 1993 года.
Сын Александр (род. 1990) — хоккеист, детский тренер.